# Concours Eurovision de la chanson 2020
Open Up
- Participants finalistes prévus
- Participants demi-finalistes prévus
- Pays ayant participé dans le passé n'ayant pas prévu de participer en 2020

Tel-Aviv 2019 Rotterdam 2021
Le Concours Eurovision de la chanson 2020 est une édition annulée du concours et qui aurait dû être sa 65e. Prévue aux Pays-Bas, à la suite de la victoire du Néerlandais Duncan Laurence lors de l'édition 2019 (avec la chanson Arcade), elle devait être la cinquième édition accueillie par le pays, après les éditions 1958, 1970, 1976 et 1980.
Cinq villes présentent leur candidature pour l'accueil du concours, parmi lesquelles seules Rotterdam et Maastricht passent les étapes préliminaires. Elles sont finalement départagées fin août 2019, les organisateurs — AVROTROS, NOS et NPO — retenant la première et sa salle Rotterdam Ahoy. En octobre, le slogan Open Up (en français « Ouvrez-vous »), symbolisant la thématique de l'ouverture au monde, est choisi. En novembre, la participation de 41 pays pour cette édition est annoncée. Entre décembre et février 2020, les quatre présentateurs du concours, en direct et en ligne (3 femmes et un homme), sont désignés.
Les demi-finales sont prévues les 12 et 14 mai 2020 et la finale pour le 16 mai 2020. Cependant, à la suite de la pandémie de Covid-19, certaines délégations annulent leur déplacement au premier meeting, les 9 et 10 mars 2020. Un employé de l'UER ayant contracté la maladie, une interdiction de voyager pour l'ensemble de l'organisation est émise. Après avoir évoqué un report ou un huis-clos, l'UER décide d'annuler le concours pour 2020, reportant à 2021 l'édition à Rotterdam. C'est la première année depuis sa création en 1956 que l'Eurovision n'a pas lieu. Trois programmes alternatifs, dont deux sur YouTube, sont diffusés avec les candidats de 2020, ainsi que d'anciens participants. Un vote alternatif est organisé par l'Organisation générale des amateurs de l'Eurovision, permettant au groupe lituanien The Roop de l'emporter officieusement avec son morceau On Fire, devant le groupe islandais Daði & Gagnamagnið et le chanteur suisse Gjon's Tears.

## Préparatifs avant l'annulation
À la suite de la victoire de Duncan Laurence au concours 2019, l'édition 2020 doit avoir lieu aux Pays-Bas et ses préparatifs débutent immédiatement après la victoire. Le pays s'apprête à accueillir l'Eurovision pour la cinquième fois, après les éditions à Hilversum en 1958, à Amsterdam en 1970 et à La Haye en 1976 et 1980. La préparation du concours se déroule normalement jusqu'à son annulation annoncée le 18 mars 2020.

### Choix du lieu
Dans les jours suivants la victoire de Duncan Laurence, plusieurs villes néerlandaises déclarent être intéressées par l'accueil du Concours. La capitale, Amsterdam, avait déjà indiqué en avril 2019 vouloir l'accueillir si les Pays-Bas l'emportaient. Le lendemain de la victoire, les villes de Arnhem, La Haye, Leeuwarden, Maastricht, Rotterdam, Utrecht et Zwolle déclarent vouloir accueillir le concours. Par ailleurs, la province du Brabant-Septentrional indique le même jour être intéressée sans indiquer de lieu précis. Au 25 mai 2019, Bois-le-Duc et Bréda se sont ajoutées à cette liste,, tandis que Zwolle est revenue sur sa décision.
| \| 50 km1:3 435 000 Ville hôte Ville préselectionnée Autre ville candidate \| Arnhem Bois-le-Duc Maastricht Rotterdam Utrecht |
| 50 km1:3 435 000 Ville hôte Ville préselectionnée Autre ville candidate                                                       |

| 50 km1:3 435 000 Ville hôte Ville préselectionnée Autre ville candidate |

Le 29 mai 2019, AVROTROS, NOS et NPO et l'UER annoncent l'ouverture officielle de la période de candidature pour l'accueil du concours, invitant jusqu'au 5 juin les villes intéressées à entrer en contact avec les diffuseurs qui fourniront alors un document résumant les critères à remplir. De là, les municipalités auront quatre semaines pour préparer leur livret de candidature, qui sera à retourner début juillet. Après cela, les organisateurs visiteront chacune des villes candidates,.
Le 3 juin, NPO annonce la candidature officielle de sept villes : Amsterdam, Arnhem, Bois-le-Duc, Leeuwarden, Maastricht, Rotterdam et Utrecht,. Le lendemain, les villes de La Haye et Bréda s'ajoutent à cette liste,,. Ces neuf villes ont alors jusqu'au 10 juillet pour fournir leur dossier de candidature.
De ces neuf villes, quatre se retirent avant de déposer leur dossier : Amsterdam, aucune des trois salles proposées n'étant disponible pendant la période de l'Eurovision, ; Bréda pour des raisons financières, ; La Haye, faute de lieu d'accueil remplissant les critères, ; et Leeuwarden, le plafond de la salle du WTC Leeuwarden étant trop bas,. Ce sont donc cinq villes qui, le 10 juillet, déposent leur dossier de candidature lors d'une conférence de presse : Arnhem, Bois-le-Duc, Maastricht, Rotterdam et Utrecht,. Six jours plus tard, NPO annonce avoir restreint à deux possibilités, ne conservant que les candidatures de Maastricht et Rotterdam,,. La candidature de Bois-le-Duc est rejetée en raison du plafond trop bas de la salle et du nombre de chambres d'hôtel réservées trop faible, celle d'Utrecht en raison de la proposition d'utiliser une tente, jugée comme inappropriée pour l'Eurovision, et d'un manque de garanties financières.
Après un ensemble de visites des organisateurs à Maastricht et Rotterdam,,, les deux villes doivent soumettre une version révisée de leur livret de candidatures contenant de nouveaux détails. En août, un contrat est présenté aux municipalités de Maastricht et Rotterdam. Si la deuxième le signe, la première le discute en conseil municipal avant de rejeter la signature. Finalement, le 30 août, l'UER et NOS annoncent le Rotterdam Ahoy à Rotterdam comme lieu d'accueil de l'Eurovision 2020,,.
| Ville                     | Lieu              | Notes |
| Ville hôte                | Ville hôte        | Ville hôte |
| ------------------------- | ----------------- | --- |
| Rotterdam                 | Rotterdam Ahoy    | La salle a accueilli le Concours Eurovision de la chanson junior 2007 |
| Candidatures non-retenues |                   | |
| Arnhem                    | Gelredome         | En partenariat avec Nimègue,. |
| Bois-le-Duc               | Brabanthallen     | Candidature non-retenue en raison du plafond trop bas de la salle et du nombre de chambres d'hôtel réservées trop faible.                                                       |
| Maastricht                | MECC Maastricht   | — |
| Utrecht                   | Jaarbeurs Utrecht | La candidature n'est pas retenue en raison d'un manque de garanties financières et de la proposition d'utiliser une tente, considérée comme inappropriée pour un tel événement. |

### Organisation et budget

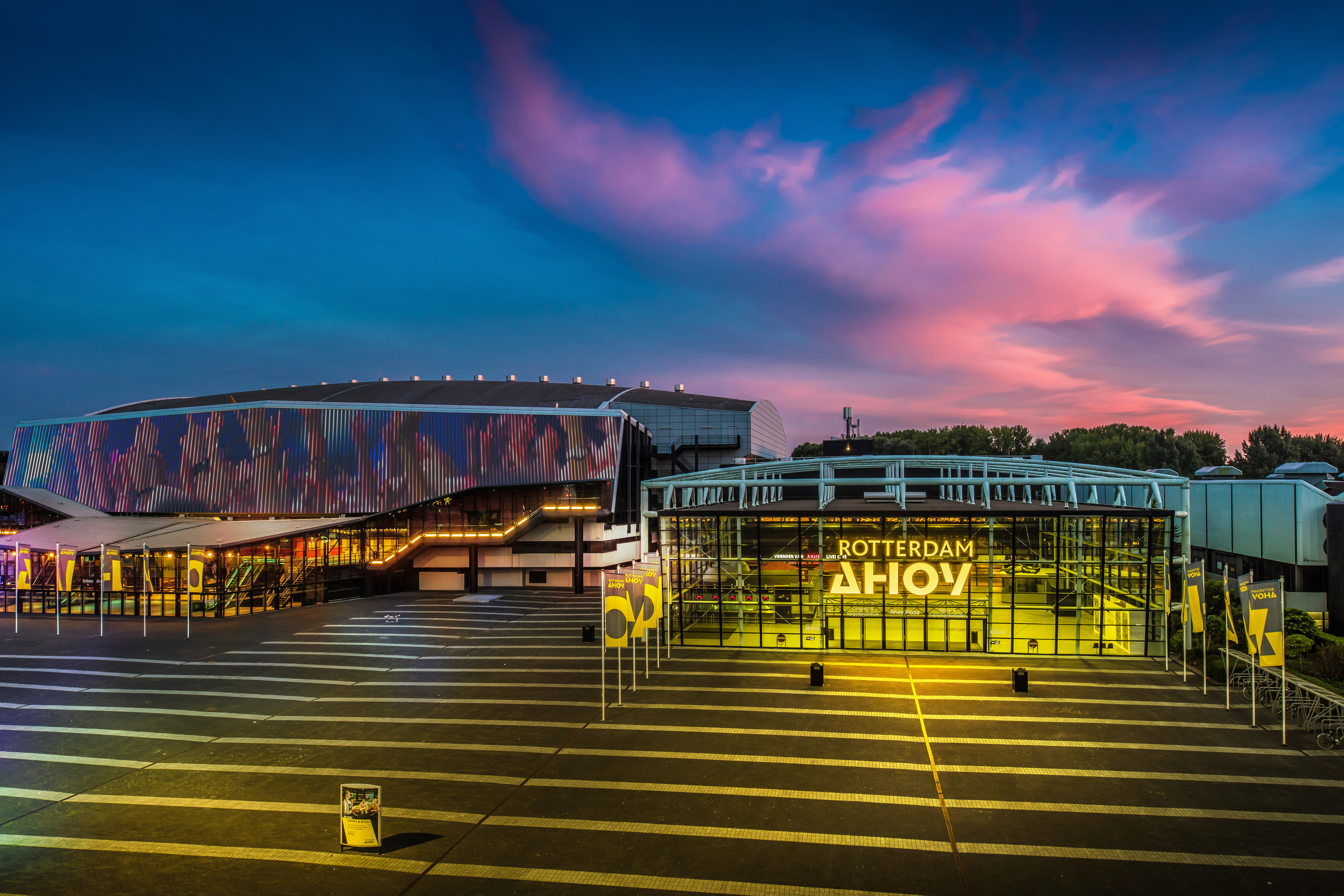
Rotterdam Ahoy, lieu d'accueil prévu pour l'Eurovision 2020.

Le 19 mai 2019, lendemain de la victoire néerlandaise, il est annoncé que l'organisation ne sera pas assurée par la seule AVROTROS mais conjointement par les organisations audiovisuelles publiques AVROTROS, NOS, et NPO. Le même jour, le Premier Ministre Mark Rutte annonce à la télévision que le gouvernement n'apportera aucune aide financière à l'audiovisuel public néerlandais pour l'organisation du concours, précisant que NPO a déjà un budget s'élevant à 780 M€ qu'il juge suffisant pour l'organisation. S'ensuit une controverse politique, certains arguant de l'opportunité unique de promouvoir les Pays-Bas à l'international, d'autres proposant de faire participer financièrement la ville où se déroulera l'événement.
Le 30 août 2019, le diffuseur hôte NOS et l'UER annoncent les dates retenues pour cette édition : les 12, 14 et 16 mai 2020,.
Le coût de l'organisation de l'événement est estimé à 26,5 M€. De cette somme, environ 9,6 M€ seront couverts par l'UER, les sponsors et les ventes de tickets ; AVROTROS contribuera à hauteur d'environ 2 M€ et NPO d'environ 2,5 M€. Le diffuseur annonce le 12 novembre 2019 avoir demandé l'aide du gouvernement et notamment du ministère de l'Éducation, de la Culture et de la Science pour contribuer aux 12,4 M€ restants malgré le refus déjà exprimé,,. Les fonds sont finalement débloqués par le gouvernement le 4 décembre, ce qui complète le budget prévu,. La ville de Rotterdam a, pour sa part, réservé 15,5 M€ de son budget, notamment pour la décoration de la ville et les différents événements en marge du concours.

### Partenaires
Plusieurs entreprises ont été déclarées partenaires de l'Eurovision 2020 avant son annulation. Le sponsor principal devait être l'entreprise israélienne Moroccanoil, dans le cadre d'un contrat courant de 2020 à 2024. Outre cette dernière, les entreprises KPN et Riedel Communications avaient également un partenariat avec l'UER.

### Présentateurs
Le 4 décembre 2019, l'UER et le diffuseur NOS annoncent les noms des trois présentateurs de cette édition. Il s'agit de deux femmes et un homme : Edsilia Rombley, chanteuse ayant notamment représenté les Pays-Bas au Concours Eurovision de la chanson 1998 et 2007 ; Chantal Janzen, actrice, chanteuse et présentatrice de télévision ; et Jan Smit, chanteur, présentateur de télévision et acteur ayant notamment commenté les éditions de 2011 à 2019 pour le public néerlandais,.
Le 10 février 2020, l'UER et NOS annoncent que la vidéaste Nikkie de Jager sera la présentatrice du contenu en ligne du concours, incluant une série YouTube dans les coulisses de l'événement tournée avec les artistes participants. Elle sera également présente en tant que reporter lors de la cérémonie d'ouverture et fera une apparition lors de chacune des trois soirées,.

### Slogan et identité visuelle
Le 24 octobre 2019, le diffuseur néerlandais NOS révèle le slogan de l'édition : Open Up (en français Ouvrez-vous). Sietse Bakker, le producteur exécutif de l'édition 2020 déclare, :

« Nous avons cherché un thème et un slogan qui reflètent ce que les Pays-Bas représentent et auquel les Néerlandais peuvent s'identifier ; un pays à l'esprit ouvert au monde, où l'on dit ce que l'on pense dans le respect de l'autre [...]. Avec le slogan Open Up, nous invitons chaleureusement les gens à s'ouvrir aux autres, à différentes opinions, aux histoires des autres et bien sûr à la musique des autres. »

Jon Ola Sand, superviseur exécutif du concours, déclare le slogan « parfait pour le Concours Eurovision de la chanson » qui, depuis 1956, s'est « ouvert à toute l'Europe, à l'Australie et, via streaming, au monde entier. » Il déclare également voir l'ouverture comme une nouvelle valeur de l'événement,.
Le logo de l'édition est présenté le 27 novembre 2019. Basé sur le design circulaire de logos de précédentes éditions tenus aux Pays-Bas — ceux des éditions 1970, 1976 et 1980 —, il représente, de manière abstraite, les drapeaux des 41 pays participants dans l'ordre de leur première apparition à l'Eurovision. Par coïncidence, les Pays-Bas ayant ouvert le premier concours en 1956, les couleurs du drapeau néerlandais sont les premières à apparaître. Sietse Bakker déclare à propos du logo : « Ce design suit les caractéristiques du design néerlandais : minimaliste, expérimental et innovant. Il raconte une histoire, il est coloré, festif, et surtout, largement adapté. » Jon Ola Sand déclare, pour sa part, que le logo « résume les valeurs modernes de l'événement de diversité, d'inclusivité et complète merveilleusement le slogan de cette année »,.
Finalement, l'UER présente le 2 décembre 2019 le design de la scène, imaginé par Florian Wieder — également créateur des designs scéniques des éditions 2011, 2012, 2015, 2017, 2018 et 2019 —. Le design s'inspire à la fois du slogan Open Up et du paysage plat des Pays-Bas. Florian Wieder explique : « Le design montre la connexion entre le ciel, la mer et la terre. L'horizon lie ces éléments et fonctionne comme une fenêtre pour ouvrir le monde à l'Eurovision 2020. Le sol de la scène est inspiré par les canaux et les ponts qui connectent l'eau et la terre aux Pays-Bas. » Avec ce design, Florian Wieder se veut rapprocher au plus les artistes et le public dans la salle,.

### Pays participants
La liste officielle des participants est publiée par l'UER le 13 novembre 2019. Elle annonce la participation de quarante-et-un pays. Parmi eux, la Bulgarie et l'Ukraine prévoient leur retour après un an d'absence, tandis que la Hongrie et le Monténégro prévoient leur retrait,. Le diffuseur hongrois indique « Au lieu de se concentrer sur une participation à l'Eurovision, les créateurs de l'émission veulent soutenir de talentueux musiciens de la pop hongroise ». Les diffuseurs bosnien et liechtensteinois renoncent respectivement à un retour et un début en raison de difficultés financières. Le diffiseur monténégrin, malgré une inscription préliminaire, se retirera finalement pour les mêmes motifs. Les diffuseurs andorran, luxembourgeois, monégasque et turc annoncent leur non-participation sans citer de raisons. Le diffuseur slovaque cite, pour sa part, un manque d'intérêt. L'UER annonce également n'avoir pas l'intention d'inviter le Kazakhstan malgré l'intérêt qu'a montré le diffuseur et sa participation au Concours junior. De plus, lors de son assemblée générale, l'UER vote le maintien l'adhésion à l'UIT comme prérequis pour rejoindre l'UER, rendant impossible l'adhésion du Kosovo malgré ses tentative,. L'absence du Maroc n'a été confirmée que lors de la publication de la liste des participants,.

### Tirage au sort des demi-finales

Pays participant à la première demi-finale
Pays pré-qualifié votant dans la première demi-finale
Pays participant à la deuxième demi-finale
Pays pré-qualifié votant dans la deuxième demi-finale

La répartition des pays dans les deux demi-finales se fait grâce à un tirage au sort. Lors de celui-ci, les pays qualifiés d'office pour la finale — les Pays-Bas, pays hôte, ainsi que les cinq principaux contributeurs financiers de l'UER : l'Allemagne, l'Espagne, la France, l'Italie et le Royaume-Uni — tirent, pour leur part, la demi-finale durant laquelle ils auraient eu le droit de vote.
Le tirage a lieu le 28 janvier 2020 et se fait en fonction des lots suivants, basés sur les tendances des votes lors des concours précédents, :
| Lot 1                                                                           | Lot 2                                                                   | Lot 3                                                                         | Lot 4                                                                   | Lot 5                                                                    |
| ------------------------------------------------------------------------------- | ----------------------------------------------------------------------- | ----------------------------------------------------------------------------- | ----------------------------------------------------------------------- | ------------------------------------------------------------------------ |
| - Albanie - Autriche - Croatie - Macédoine du Nord - Serbie - Slovénie - Suisse | - Australie - Danemark - Estonie - Finlande - Islande - Norvège - Suède | - Arménie - Azerbaïdjan - Biélorussie - Géorgie - Moldavie - Russie - Ukraine | - Bulgarie - Chypre - Grèce - Malte - Portugal - Roumanie - Saint-Marin | - Belgique - Irlande - Israël - Lettonie - Lituanie - Pologne - Tchéquie |

## Déroulement prévu
Préalablement à son annulation, une grande partie du déroulé prévu de l'événement était connue. L'ensemble des pays participants avait sélectionné son représentant et sa chanson et plusieurs spectacles d'ouverture et d'entracte avaient été annoncés.

### Première demi-finale
La première demi-finale devait avoir leur lieu le 12 mai 2020. L'Allemagne, l'Italie et les Pays-Bas devaient y voter,.
| Ordre | Pays              | Artiste      | Chanson             | Langue             |
| ----- | ----------------- | ------------ | ------------------- | ------------------ |
| 01    | Suède             | The Mamas    | Move                | Anglais            |
| 02    | Biélorussie       | VAL          | Da vidna (Да відна) | Biélorusse         |
| 03    | Australie         | Montaigne    | Don't Break Me      | Anglais            |
| 04    | Macédoine du Nord | Vasil        | YOU                 | Anglais            |
| 05    | Slovénie          | Ana Soklič   | Voda                | Slovène            |
| 06    | Lituanie          | The Roop     | On Fire             | Anglais            |
| 07    | Irlande           | Lesley Roy   | Story of My Life    | Anglais            |
| 08    | Russie            | Little Big   | Uno                 | Anglais            |
| 09    | Belgique          | Hooverphonic | Release Me          | Anglais            |
| 10    | Malte             | Destiny      | All of My Love      | Anglais            |
| 11    | Croatie           | Damir Kedžo  | Divlji vjetre       | Croate             |
| 12    | Azerbaïdjan       | Efendi       | Cleopatra           | Anglais            |
| 13    | Chypre            | Sandro       | Running             | Anglais            |
| 14    | Norvège           | Ulrikke      | Attention           | Anglais            |
| 15    | Israël            | Eden Alene   | Feker Libi (ፍቅር ልቤ) | Anglais, amharique |
| 16    | Roumanie          | ROXEN        | Alcohol You         | Anglais            |
| 17    | Ukraine           | Go_A         | Solovey (Соловей)   | Ukrainien          |

### Deuxième demi-finale
La deuxième demi-finale devait se tenir le 14 mai 2020. L'Espagne, la France et le Royaume-Uni y avaient le droit de vote,. Redo, un jeune danseur, devait se produire sur scène avec un numéro de breakdance pour l'ouverture,.
| Ordre | Pays        | Artiste             | Chanson             | Langue    |
| ----- | ----------- | ------------------- | ------------------- | --------- |
| 01    | Grèce       | Stefania            | SUPERG!RL           | Anglais   |
| 02    | Estonie     | Uku Suviste         | What Love Is        | Anglais   |
| 03    | Autriche    | Vincent Bueno       | Alive               | Anglais   |
| 04    | Moldavie    | Natalia Gordienko   | Prison              | Anglais   |
| 05    | Saint-Marin | Senhit              | Freaky!             | Anglais   |
| 06    | Tchéquie    | Benny Cristo        | Kemama              | Anglais   |
| 07    | Serbie      | Hurricane           | Hasta la vista      | Serbe     |
| 08    | Pologne     | Alicja              | Empires             | Anglais   |
| 09    | Islande     | Daði og Gagnamagnið | Think About Things  | Anglais   |
| 10    | Suisse      | Gjon's Tears        | Répondez-moi        | Français  |
| 11    | Danemark    | Ben & Tan           | YES                 | Anglais   |
| 12    | Albanie     | Arilena Ara         | Fall from the Sky   | Anglais   |
| 13    | Finlande    | Aksel               | Looking Back        | Anglais   |
| 14    | Arménie     | Athena Manoukian    | Chains on You       | Anglais   |
| 15    | Portugal    | Elisa               | Medo de sentir      | Portugais |
| 16    | Géorgie     | Tornike Kipiani     | Take Me as I Am     | Anglais   |
| 17    | Bulgarie    | VICTORIA            | Tears Getting Sober | Anglais   |
| 18    | Lettonie    | Samanta Tīna        | Still Breathing     | Anglais   |

### Finale
La finale devait avoir lieu le 14 mai 2020. Une musique produite par le DJ néerlandais Pieter Gabriel et Eric van Tijn devait accompaner le traditionnel défilé des finalistes en ouverture,. Une partie de l'entracte devait être assurée par Afrojack et Glennis Grace — représentante néerlandaise en 2005 —, accompagnés d'un orchestre symphonique et d'un chœur formés spécialement pour l'occasion. Enfin, Un medley de chanson gagnantes était également prévu pour fêter les 65 ans du concours. Ainsi, Gigliola Cinquetti, Lenny Kuhr, Getty Kaspers (membre du groupe Teach-In), Sandra Kim, le duo Paul Harrington & Charlie McGettigan, Alexander Rybak et Duncan Laurence, gagnants respectivement des éditions 1964, 1969, 1975, 1986, 1994, 2009 et 2019, auraient dû interpréter chacun leur chanson victorieuse — respectivement Non ho l'età, De troubadour, Ding-a-dong, J'aime la vie, Rock 'n' Roll Kids, Fairytale et Arcade —,,.
| Ordre | Pays         | Artiste        | Chanson                     | Langue            |
| ----- | ------------ | -------------- | --------------------------- | ----------------- |
| 23    | Pays-Bas H T | Jeangu Macrooy | Grow                        | Anglais           |
| NC    | Allemagne    | Ben Dolic      | Violent Thing               | Anglais           |
| NC    | Espagne      | Blas Cantó     | Universo                    | Espagnol          |
| NC    | France       | Tom Leeb       | Mon alliée (The Best In Me) | Français, anglais |
| NC    | Italie       | Diodato        | Fai rumore                  | Italien           |
| NC    | Royaume-Uni  | James Newman   | My Last Breath              | Anglais           |

### Retransmission
L'Eurovision aurait été diffusé dans au moins quarante-deux pays : les quarante-et-un participants et au moins un pays non-participant. Il aurait aussi été diffusé en direct sur la plateforme YouTube. Avant que l'annulation n'ait été annoncée, plusieurs diffuseurs avaient déjà communiqué une partie ou l'intégralité de leur programmation du concours.
| Pays        | Diffuseur et commentateur(s)        | Diffuseur et commentateur(s) | Diffuseur et commentateur(s)   | Réf.   |
| Pays        | Première demi-finale                | Deuxième demi-finale         | Finale                         | Réf.   |
| ----------- | ----------------------------------- | ---------------------------- | ------------------------------ | ------ |
| Allemagne   | One                                 | One                          | Das Erste, One, Deutsche Welle | ,      |
| Allemagne   | Peter Urban et Michael Schulte      |                              |                                | ,      |
| Australie   | SBS                                 | SBS                          | SBS                            | [ 82 ] |
| Autriche    | ORF 1                               | ORF 1                        | ORF 1                          | [ 83 ] |
| Biélorussie | Belarus 1 et Belarus 24             | Belarus 1 et Belarus 24      | Belarus 1 et Belarus 24        | [ 84 ] |
| Biélorussie | Evgeny Perlin                       |                              |                                | [ 84 ] |
| France      | Non annoncé                         | Non annoncé                  | France 2                       | [ 85 ] |
| Finlande    | Non annoncé                         | Non annoncé                  | Yle TV1                        | [ 86 ] |
| Grèce       | ERT                                 | ERT                          | ERT                            | [ 87 ] |
| Grèce       | Maria Kozakou et Yórgos Kapoutzídis |                              |                                | [ 87 ] |
| Israël      | Kan 11                              | Kan 11                       | Kan 11                         | ,      |
| Israël      | Geula Even-Sa'ar et Asaf Liberman   |                              |                                | ,      |
| Italie      | Rai 4                               | Rai 4                        | Rai 1, Rai Radio 2             | [ 90 ] |
| Norvège     | NRK1                                | NRK1                         | NRK1                           | ,      |
| Norvège     | Marte Stokstad                      |                              |                                | ,      |
| Roumanie    | TVR1, TVR1 HD et TVRi               | TVR1, TVR1 HD et TVRi        | TVR1, TVR1 HD et TVRi          | [ 93 ] |
| Royaume-Uni | BBC Four                            | BBC Four                     | BBC One                        | ,      |
| Royaume-Uni | Scott Mills et Rylan Clark          | Scott Mills et Rylan Clark   | Graham Norton                  | ,      |
| Royaume-Uni | Diffusion non prévue                | Diffusion non prévue         | BBC Radio 2                    | ,      |
| Royaume-Uni | Diffusion non prévue                | Diffusion non prévue         | Ken Bruce                      | ,      |
| Suisse      | (de) SRF Info                       | (de) SRF zwei                | (de) SRF 1                     | ,      |
| Suisse      | Sven Epiney                         |                              |                                | ,      |

| Pays   | Diffuseur et commentateur(s) | Diffuseur et commentateur(s) | Diffuseur et commentateur(s) | Réf.   |
| Pays   | Première demi-finale         | Deuxième demi-finale         | Finale                       | Réf.   |
| ------ | ---------------------------- | ---------------------------- | ---------------------------- | ------ |
| Canada | Omni Television              | Omni Television              | Omni Television              | [ 98 ] |
| Canada | Pas de commentaire           |                              |                              | [ 98 ] |

## Impact de la pandémie de Covid-19 et annulation
La pandémie de Covid-19 et ses conséquences en Europe ont rapidement suscité l'inquiétude quant à la tenue de l'événement. Le 6 mars, le diffuseur néerlandais NPO annonce que « les organisateurs du concours suivront les recommandations des autorités sanitaires pour décider de la forme que prendra l'événement ». En raison de cette pandémie, les délégations finlandaise, grecque, israélienne, italienne, suédoise et suisse ont décidé de ne pas se rendre à Rotterdam pour le meeting des délégations, tenu les 9 et 10 mars 2020. Un employé de l'UER ayant contracté le Covid-19, une interdiction de voyager a été mise en place pour tout le personnel de l'Union jusqu'au 13 mars 2020, empêchant Jon Ola Sand, superviseur exécutif du concours, de se rendre sur place. De plus, plusieurs représentants annoncent, début mars 2020, l'annulation de leur voyage vers les Pays-Bas pour le tournage de leur carte postale : la représentante israélienne, Eden Alene, et les représentants lituaniens, The Roop.
Le 13 mars, alors que l'ampleur de la pandémie s'accroît en Europe, l'UER annonce que le concours pourrait être reporté ou enregistré à huis clos si la situation ne s'améliore pas et déclare travailler sur cette crise sanitaire,.
En parallèle, plusieurs événements de promotion du concours ayant lieu en mars et avril à travers l'Europe sont annulés ou reportés indéfiniment. D'abord, le concert de Tel Aviv, Israel Calling, est annulé le 13 mars 2020. Ce même jour, l'événement de Madrid est annulé. Quelques jours plus tard, le 16 mars 2020, les organisateurs du spectacle Eurovision in Concert, organisé à Amsterdam, annoncent son report à une date inconnue à la suite d'un décret du gouvernement néerlandais interdisant les rassemblements de plus de 100 personnes. Ce même jour, le concert London Eurovision Party de Londres est reporté indéfiniment.
Finalement, le 18 mars 2020, l'UER annonce officiellement l'annulation du concours 2020,,. C'est la première fois depuis la création du concours qu'une édition prévue n'aura pas lieu. Jon Ola Sand exprime sa déception mais annonce que les discussions sont d'ores et déjà lancées pour une tenue du concours à Rotterdam en 2021. Shula Rijxman, présidente du conseil de NPO qualifie l'annulation d'« inévitable étant donné les circonstances » de la pandémie en Europe,. À la suite de l'annulation, l'UER explique également qu'elle a évalué plusieurs scénarios — report ; tenue sans public ; tenue à distance, chaque délégation restant à domicile — mais qu'aucun ne s'est révélé satisfaisant : le premier étant impossible en raison des incertitudes quant à la situation européenne face à la pandémie et aussi parce que le pays gagnant n'aurait pas eu assez de temps pour accueillir l'édition suivante ; le deuxième étant exclu car nécessitant le rassemblement d'un nombre de personnes trop élevé, allant à l'encontre des mesures néerlandaises contre le virus ; et le dernier étant jugé comme contraire aux valeurs du concours. Plusieurs diffuseurs, et notamment le diffuseur saint-marinais San Marino RTV, protestent par la suite contre l'annulation pure et simple du concours, plaidant en faveur d'un report à l'automne,.
D'un point de vue économique, l'annulation du concours n'étant pas entièrement couverte par l'assurance en place, elle coûte 6,7 M€. Ces fonds seront couverts par la municipalité de Rotterdam afin d'accueillir le concours en 2021.

## Après l'annulation

### Programmes alternatifs

#### Eurovision Song Celebration 2020
Le 30 avril 2020, l'UER annonce la création de soirées, intitulées  Eurovision Song Celebration 2020, en tant que remplacement des demi-finales du concours. Ces soirées, présentées par Janouk Kelderman, sont diffusées les 12 et 14 mai 2020 sur YouTube dans le but de rendre hommage aux 41 chansons participantes dans un format non-compétitif.
La première soirée rend hommage aux chansons des participants de la première demi-finale, ainsi qu'à celles de l'Allemagne, de l'Italie et des Pays-Bas La deuxième rend hommage aux chansons de la deuxième demi-finale, ainsi qu'à celles de l'Espagne, de la France et du Royaume-Uni. L'ordre de passage est déterminé par les producteurs dans les mêmes conditions que si le concours avait lieu. Les fans sont également mis à contribution via le Fan Recap, pendant lequel les fans peuvent envoyer de courts extraits vidéos où ils interprètent leurs chansons favorites,.

#### Eurovision: Europe Shine a Light
En remplacement de la finale du concours, l'UER et les diffuseurs hôtes NPO, NOS et AVROTROS produisent une émission de remplacement, intitulée Eurovision: Europe Shine a Light, diffusée le 16 mai 2020. La soirée est diffusée depuis le Studio 21 de Hilversum et est présentée par  Edsilia Rombley, Chantal Janzen et Jan Smit,,. Le concert est diffusé dans 45 pays, incluant les 41 pays participants.

#### Eurovision Home Concerts
À partir du 3 avril et jusqu'au 15 mai 2020, la chaîne YouTube de l'Eurovision diffuse un concert chaque vendredi. Lors de ceux-ci, les artistes de l'Eurovision 2020 et des années précédentes interprètent, depuis chez eux, leur chanson participante ou une autre chanson du concours. Dans le cas où l'artiste interprète une cover d'une chanson autre que la sienne, la chanson est choisie via un sondage sur les réseaux sociaux,

#### #EurovisionAgain
Après l'annulation du concours, le journaliste Rob Holley lance, sur les réseaux sociaux, le hashtag et l'initiative #EurovisionAgain : il invite alors les fans à regarder ensemble une édition passée,. L'idée devient rapidement populaire et l'UER décide de rejoindre le mouvement. À partir du 21 mars 2020, chaque samedi à 21 h CEST, la finale d'un concours passé est diffusé sur la chaîne YouTube de l'Eurovision, l'année précise étant révélée par l'équipe #EurovisionAgain 15 minutes en avance. Le concept est très bien reçu des fans et des anciens participants du concours, le hashtag #EurovisionAgain apparait ainsi régulièrement en tendances,. Le projet se prolonge, dans un premier temps, pendant 15 semaines jusqu'au 27 juin 2020. L'initiative est finalement reconduite pour une deuxième saison, débutant le 18 juillet 2020 et ayant par la suite lieu le troisième samedi de chaque mois.

#### Programmes nationaux
De nombreux diffuseurs dont la participation était prévue diffusent leur propre programme alternatif pendant la semaine du concours. Ces programmes incluent :
- Eurovision 2020 – das deutsche Finale, diffusé en Allemagne ;
- Eurovision 2020: Big Night In!, diffusé en Australie ;
- Austria 12 points - the Song Contest success story, diffusé en Autriche ;
- 12 punkti! Eurovisiooni hitid, diffusé en Estonie ;
- Eurovision: Come Together, diffusé au Royaume-Uni ;
- Pesem Evrovizije: Najboljših 25, diffusé en Slovénie ;
- Eurovision: Inför ESC et Sveriges tolva, diffusés en Suède ;
- Die Schweiz am ESC - Dramen, Siege, Emotionen, diffusé en Suisse ;
- Ievrobatchennia Ievrobatchen' (Євробачення Євробачень) et Pro chtcho spivaïe Ievropa (Про що співає Європа), diffusés en Ukraine.

### Éléments conservés lors de l'édition 2021
Plusieurs éléments prévus pour cette édition ont été reportés pour l'année suivante. Ainsi, le 16 mai 2020, l'UER confirme que l'Eurovision 2021 se tiendra bien au Rotterdam Ahoy et que le slogan Open Up est maintenu. Le logo est similaire mais remanié. La répartition dans les demi-finales est conservée telle quelle et les présentateurs sont reconduits. Le design de la scène est également conservé. De plus, vingt-six artistes prévus pour 2020 sont annoncés représentants de leur pays pour 2021.

## Vote de l'OGAE
L'Organisation générale des amateurs de l'Eurovision (OGAE) est l'un des deux plus grands fan clubs de l'Eurovision. Elle possède des sections dans toute l'Europe et a été créée en 1984 en Finlande. Tous les pays prenant part ou qui ont pris part à la compétition annuelle peuvent avoir leur propre section OGAE. Les autres pays du monde sont, quant à eux, regroupés dans l'« OGAE Reste du monde », créée en 2004. Chaque année, les différentes sections ont l'occasion de voter, suivant le modèle de l'Eurovision, pour leurs favoris. Pour la première fois, en raison de l'annulation du concours, le vote est organisé en deux parties : le jury, composé des différentes branches de l'OGAE, et le public, via un vote internet,,,.
Les résultats finaux sont annoncés le 16 mai 2020. La Lituanie y termine en tête avec 770 points, suivie de l'Islande avec 634 points et de la Suisse avec 620 points. Le tableau ci-dessous montre les dix premiers à l'issue du vote.
| Position | Pays      | Interprète(s)       | Chanson             | Points |
| -------- | --------- | ------------------- | ------------------- | ------ |
| 1        | Lituanie  | The Roop            | On Fire             | 770    |
| 2        | Islande   | Daði og Gagnamagnið | Think About Things  | 634    |
| 3        | Suisse    | Gjon's Tears        | Répondez-moi        | 620    |
| 4        | Bulgarie  | VICTORIA            | Tears Getting Sober | 401    |
| 5        | Italie    | Diodato             | Fai rumore          | 380    |
| 6        | Norvège   | Ulrikke             | Attention           | 296    |
| 7        | Allemagne | Ben Dolic           | Violent Thing       | 289    |
| 8        | Russie    | Little Big          | Uno                 | 261    |
| 9        | Malte     | Destiny             | All of My Love      | 245    |
| 10       | Suède     | The Mamas           | Move                | 189    |